# Nachbauten des Jerusalemer Tempels
Neben der Frage der Neuerrichtung des Tempels innerhalb des Judentums gab es immer wieder Versuche, aus mehr oder weniger architektonisch korrekten Vorlagen Aspekte des Jerusalemer Tempels in sakrale Bauwerke zu integrieren.

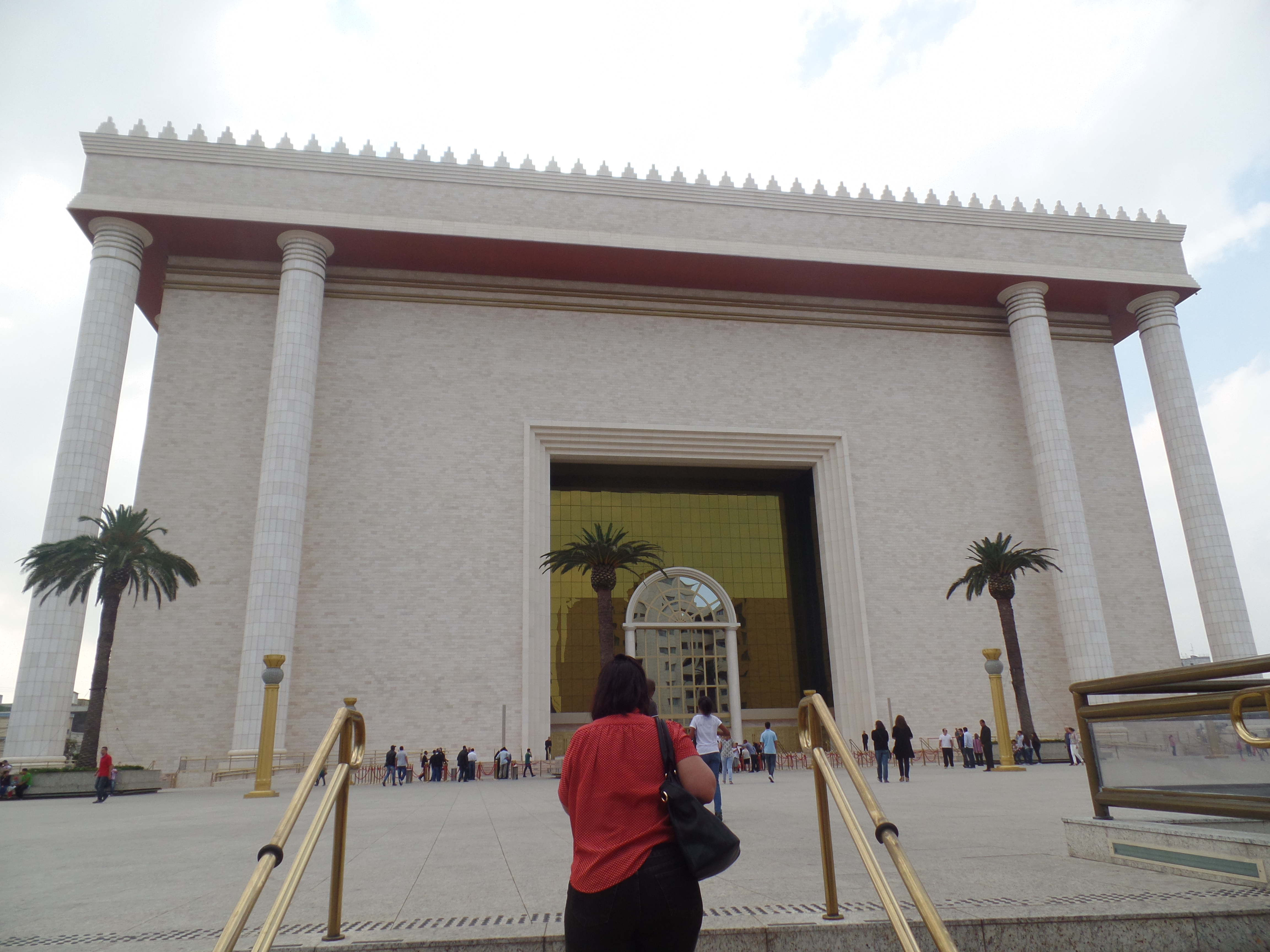
‚Templo de Salomão‘ in Brás (São Paulo)

## Hagia Sophia
Die Hagia Sophia ist in mehrfacher Weise mit dem Salomonischen Tempel verbunden. Erstens glaubte man, dass in der Hagia Sophia die Bundeslade oder auch der Vorhang des Allerheiligsten aufbewahrt werde. Zweitens wurde die Hagia Sophia nach den gleichen Maßverhältnissen wie der Tempel konzipiert (3:1:1,5). Und während der Justinian zugeschriebene Ausspruch, er habe Salomo übertroffen, wohl nicht historisch ist, wurde seine Kirche nach der Heiligen Weisheit benannt, und Weisheit ist in der Bibel besonders mit der Person des Königs Salomo verknüpft.

## Äthiopischer Kirchenbau
In der äthiopisch-orthodoxen Kirche haben Salomotraditionen eine große Bedeutung. Die Dreiteilung des Tempels, Vorraum (Ulam) – Heiliges (Hechal) – Allerheiligstes (Debir), liegt allen äthiopischen Kirchen zugrunde, und zwar, da sie meist rund sind, in drei konzentrischen Kreisen. Im Zentrum steht eine Nachbildung der Bundeslade (Tabot); dieser Raum darf nur von hochrangigen Priestern und dem König betreten werden. Der sich darum schließende Ring, der dem Hechal entspricht, ist den Priestern vorbehalten und darf von Laien nur bei der Kommunion betreten werden. Im äußeren Ring musizieren die Tempelsänger.

## Europäischer Kirchenbau im 17. Jahrhundert
- Juan Bautista Villalpando identifizierte den Salomonischen Tempel mit dem visionären Tempel Ezechiels und kam so zu einer Tempelrekonstruktion, die wahrscheinlich die Bauplanung des Escorial beeinflusst hat.[3] Sie wurde bei Kirchen- und Klosterbauten der Gegenreformation zitiert und liegt auch dem Hamburger Tempelmodell zugrunde. Villalpandos Tempel faszinierte wegen seiner Symmetrie und seiner formalen Qualität.[4]
- Insgesamt ging die Beschäftigung mit den Bibeltexten, die vom Tempelbau handeln, im protestantischen Raum aber einen anderen Weg. Der Tempel sei kein mythisches, sondern ein historisches Bauwerk. Constantinus l’Empereur van Oppyck übersetzte den Traktat Middot ins Lateinische (Leiden 1630) und kam durch Kombination der Angaben in Middot und bei Josephus zu einer Tempelrekonstruktion, die sich von Villalpandos Entwurf völlig unterschied.[5] Ebenfalls auf rabbinischen Quellen beruhten die Arbeiten von John Lightfoot (London 1649) und Johannes Lund (Hamburg 1701). Es entstanden mehrere Modelle des Salomonischen Tempels zu Unterrichtszwecken, darunter ein Holzmodell in den Franckeschen Stiftungen (Halle 1717).[6]

## Templo de Salomão
In São Paulo wurde 2014 ein 55 Meter hoher Nachbau des Salomonischen Tempels eingeweiht. Bauherr war die „Universalkirche vom Reich Gottes“ (Igreja Universal do Reino de Deus), eine der großen Pfingstkirchen Brasiliens. An der Tempeleinweihung nahmen Vertreter der jüdischen Gemeinschaft, Staatschefin Dilma Rousseff und führende Politiker des Landes teil.